# 夏井博史
夏井 博史（なつい ひろし、1950年11月4日 - ）は、日本の実業家。神奈川県出身。前新日本空調代表取締役社長。

## 人物
1974年（昭和49年）関東学院大学工学部機械工学科卒、1979年（昭和54年）関東学院大学大学院工学研究科機械工学専攻修了。1979年（昭和54年）新日本空調入社。2014年（平成26年）6月新日本空調代表取締役社長就任。社長就任後は横浜市に本社を置く日宝工業を2016年（平成28年）に完全子会社化、同じく2016年（平成28年）中国に「上海希霓科建築労務有限公司」を設立するなどの実績を持つ。2021年6月、社長に前川伸二取締役が昇格することに伴い、同社代表取締役会長に退く。